# Битва при Талавері
Битва при Талавері — бій між англо-іспанською та французькою арміями поблизу Мадриду в ході Піренейських війн.